# François-Jean-Baptiste Ogée
Pour les articles homonymes, voir Ogée.
François-Jean-Baptiste Ogée (né en janvier 1760 à Nantes et mort le 1er mai 1845 dans la même ville) est un architecte français.

## Biographie
François-Jean-Baptiste Ogée était le fils de Jean-Baptiste Ogée, ingénieur géographe au sein de l'administration des Ponts et Chaussées, à Nantes.
Élève de l'École des ponts et chaussées, il devient architecte-voyer de la ville de Nantes, de la Loire-Inférieure et du diocèse de Nantes.
Il est le père de l'architecte Félix François Ogée.

## Réalisations

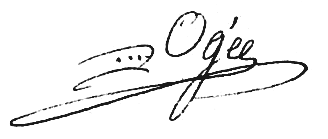
Signature de François Jean-Baptiste Ogée

François-Jean-Baptiste Ogée a réalisé, entre autres :
- en 1803, la restauration du maître-autel de la cathédrale de Nantes ;
- en 1807, la restauration du lycée impérial de Nantes (ce bâtiment a été remplacé par un autre depuis) ;
- en 1811, la reconstruction du dépôt de mendicité de Saint-Jacques ;
- en 1823, la prison de Nantes, détruite et reconstruite depuis ;
- en 1823, la grille devant l'hôtel de préfecture de la Loire-Atlantique (actuelle place Roger-Salengro).